# Luis Carlos Sarmiento
Luis Carlos Sarmiento Angulo (Bogotá, 27 de enero de 1933) es un banquero, empresario y constructor colombiano. Es el tercer hombre más rico de Colombia, con un patrimonio neto de US$7.200 millones, a la fecha de abril de 2024, que proviene del conglomerado bancario Grupo Aval, del cual es accionista mayoritario y presidente.

## Trayectoria
Se graduó como bachiller del Colegio Nacional de San Bartolomé.
La carrera de Sarmiento comenzó durante la década de 1950. Después de éxito en la industria de la construcción, Sarmiento invirtió gran parte de sus ganancias en bancos y empresas de servicios financieros, con las que fundó Grupo Aval como un holding para reunir sus intereses bancarios, de telecomunicaciones e inmobiliarios. 
Para el año 2000, el grupo Aval poseía aproximadamente el 22 por ciento de los activos bancarios locales, cerca del máximo permitido por la ley. Bajo su gestión, el Grupo Aval sobrevivió la Crisis de 1999.
En 2012 compró la Casa Editorial El Tiempo con su principal medio periodístico, el diario El Tiempo, el periódico de mayor circulación en Colombia.

## Controversias
El Grupo Aval de Luis Carlos Sarmiento Angulo, se vio involucrado en el escándalo de Odebrecht en Colombia por medio de su empresa filial Corficolombiana. En agosto de 2023, se reveló que la justicia de Estados Unidos impuso una multa de 80 millones de dólares al grupo Aval que admitió haber participado en una red de sobornos para obtener beneficios para la concesión de la obra La Ruta del Sol II en la que estaba asociada con Odebrecht. Algunos medios de comunicación independientes como La Silla Vacía, resaltaron que el diario El Tiempo, de propiedad de Sarmiento, quiso minimizar la sanción y mostrarla como una absolución.